# Ray Mitchell
Charles Raymond „Ray” Mitchell (ur. 28 marca 1921 w Tallangatta, zm. 25 marca 2001) – australijski zapaśnik walczący w stylu wolnym. Dwukrotny olimpijczyk. Zajął czwarte miejsce w Melbourne 1956 i trzynaste w Rzymie 1960. Walczył w kategorii ponad 87 kg.
Srebrny medalista igrzysk Imperium Brytyjskiego i Wspólnoty Brytyjskiej w 1962 i brązowy w 1958 roku.
W latach 1945–1981 pracował w Victoria Police, kończąc służbę w randze chief superintendenta.

## Letnie Igrzyska Olimpijskie 1956
| Konkurencja       | Rundy eliminacyjne   | Rundy eliminacyjne       | Rundy eliminacyjne | Rundy eliminacyjne         | Klas. końcowa |
| Konkurencja       | Przeciwnik I         | Przeciwnik II            | Przeciwnik III     | Przeciwnik IV              | Miejsce       |
| ----------------- | -------------------- | ------------------------ | ------------------ | -------------------------- | ------------- |
| +87 kg styl wolny | Saburo Nakao (JPN) Z | William Kerslake (USA) P | wolny los Z        | Taisto Kangasniemi (FIN) P | 4.            |

## Letnie Igrzyska Olimpijskie 1960
| Konkurencja       | Rundy eliminacyjne        | Rundy eliminacyjne   | Klas. końcowa |
| Konkurencja       | Przeciwnik I              | Przeciwnik II        | Miejsce       |
| ----------------- | ------------------------- | -------------------- | ------------- |
| +87 kg styl wolny | Wilfried Dietrich (FRG) P | János Reznák (HUN) P | 13.           |